# Dirham

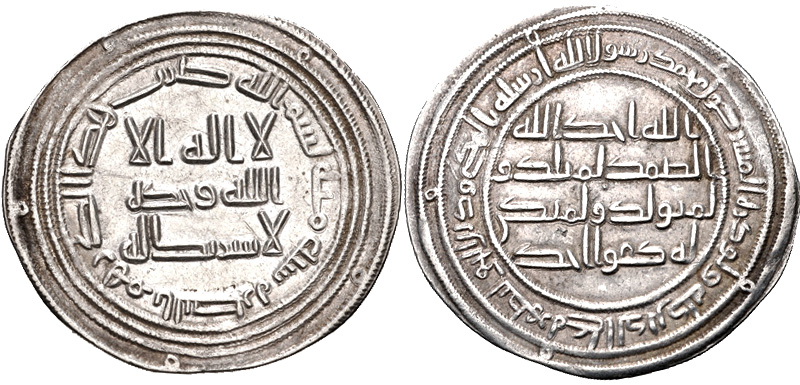
Bạc Dirham của Caliph Omar bin Abd al-Aziz

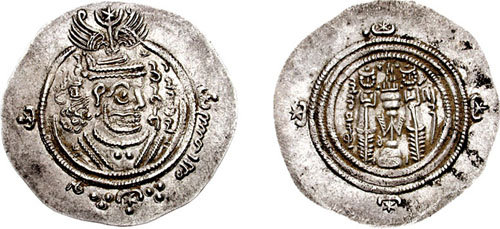
Một trong những đồng bạc đầu tiên của Umayyad Caliphate, vẫn theo sau Sassanid họa tiết, đánh vào tên của al-Hajjaj ibn Yusuf

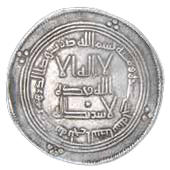
Later silver dirham of the Umayyad Caliphate, minted at Balkh in AH 111 (= 729/30 CE)

Dirham, dirhem hay dirhm (درهم) là và trong một số trường hợp vẫn là tiền tệ của nhiều người Berber và người Ả Rập. Nó chính thức là sự thống nhất tương đối của khối lượng (drachma Ottoman) trong Đế quốc Ottoman và ở các quốc gia Ba Tư cũ. Tên của nó bắt nguồn từ drachma đồng tiền Hy Lạp cổ đại.

## Đơn vị hiện tại
Dirham vẫn còn được sử dụng ngày nay bao gồm:
- Dirham Maroc
- Dirham UAE
- 1/100 Dinar Iraq
- 1/1000 Dinar Libya
- 1/100 Cardarial
- 1/10 Dinar Jordan
- 1/100 Somoni Tajikistan

## Đơn vị chất lượng
Hiện tại người ta biết rằng người La Mã đã sử dụng thalasso như một đơn vị chất lượng. Dirham là một đơn vị trọng lượng trên khắp Bắc Phi, Trung Đông và khu vực Ba Tư, và trên khắp đất nước, Dirham có nhiều đại diện chất lượng.
Trong Đế quốc Ottoman của thế kỷ trước (Ettoman Thổ Nhĩ Kỳ), dirham tiêu chuẩn là 3,207 gram; 400 tương đương với 1 oka.
Ở Ai Cập vào năm 1895, Dirham tương đương với 47.661 hạt Troy (3.088 g).
Một trong những phong trào phục hưng hiện nay trong thế giới Hồi giáo là tái tạo Dirham như một đơn vị đo lường chất lượng bạc, nhưng giá trị chính xác vẫn còn gây tranh cãi (tranh cãi là giá trị Dirham là 3 gram hay 2.975 gram) Bạc);

## Lịch sử
Về mặt lịch sử, "dirham" Từ này có nguồn gốc từ những đồng xu Hy Lạp Delakema (δραχμή); đến Hy Lạp như một ngôn ngữ mẹ đẻ của Đế quốc Byzantine kiểm soát Địa Trung Hải phía đông và Ả khu vực, do đó tạo ra sự lây lan từ để Xê-út Nền tảng của thế giới, tiền dirham cũng được lưu hành trong thời kỳ tiền Hồi giáo và thời kỳ tiếp theo. Do đó, đồng tiền dirham đã được khắc các ký tự Ả Rập. Sau đó, vào cuối thế kỷ thứ 7, Dirham trở thành lưu hành Hồi giáo. Tiền tệ, với tên của quốc vương và kinh sách tôn giáo. Dirham đã gây sốc cho các quốc gia xung quanh Địa Trung Hải, bao gồm Andalus (Moore Tây Ban Nha) và Đế quốc Byzantine (miliaresion), và giữa thế kỷ thứ 10 và 12, như một đơn vị tiền tệ lưu hành ở châu Âu, đặc biệt là Có khả năng giao dịch với cướp biển, chẳng hạn như cướp biển hoạt động ở vùng biển quanh York và Dublin.